# 帕爾港
60°43′S 45°36′W / 60.717°S 45.600°W
帕爾港（挪威語：Paal Harbour）是南極洲的海港，位於南奧克尼群島的西格尼島東岸，處於博爾赫灣以南0.8公里，在1912年由挪威的捕鯨船長繪入地圖，現時由南極條約體系管理。